# Estação Villejuif - Paul Vaillant-Couturier
Villejuif - Paul Vaillant-Couturier é uma estação da linha 7 do Metrô de Paris, localizada na comuna de Villejuif.

## História
A estação foi aberta em 28 de fevereiro de 1985.
Ele está situada perto do cruzamento da antiga estrada nacional 7 e de vias transversais das quais uma leva o nome do jornalista Paul Vaillant-Couturier (1892-1937), deputado comunista de 1919 a 1928 e 1936 e, a partir de 1928, redator chefe do jornal L'Humanité. Ela porta como subtítulo Hospital Paul Brousse, nome do hospital AP-HP acessível a 300 metros.
Em 2011, 2 118 126 passageiros entraram nesta estação. Em 2012, foram 2 226 424 passageiros. Ela viu entrar 2 261 934 passageiros em 2013, o que a coloca na 235ª posição das estações de metro por sua frequência em 302.

## Serviços aos passageiros

### Plataformas
Villejuif - Paul Vaillant-Couturier é uma estação de configuração padrão: ela possui duas plataformas separadas pelas vias do metrô.

### Intermodalidade
A estação é servida pelas linhas 162 e 185 da rede de ônibus RATP, pelo serviço urbano v7 da rede de ônibus Valouette e, à noite, pelas linhas N15 e N22 da rede Noctilien.

## Nas proximidades
- Hospital Paul Brousse